# Cliff 'Em All
Cliff 'Em All est une compilation de vidéos de Metallica. Elle a été réalisée en 1987 en hommage au bassiste de Metallica Cliff Burton, mort en Suède, lors d'un accident de bus le 27 septembre 1986 durant la partie européenne de leur tournée Damage, Inc. Tour.
La vidéo constitue une rétrospective des 3 ans et demi pendant lesquels Cliff Burton faisait partie de Metallica. Elle comprend des films amateurs pris lors de concerts, quelques prises professionnelles, des photos personnelles. Des photos et interviews du groupe (Lars Ulrich, James Hetfield et Kirk Hammett) ponctuent les chansons qui se concentrent sur Burton avant que la qualité ne s'estompe finalement. La vidéo se termine avec l'interlude musical Orion alors que défilent des images de Burton. Le générique se termine avant la fin de son solo de basse.
Parmi les images du film :
Détroit, 4 avril 1986 - supporting Ozzy
Vidéo prise depuis la gauche de la scène. Bonne qualité avec zooms
- Creeping Death
- Am I Evil?
- Damage, Inc.

Long Island, 28 avril 1986 - still drunk on Ozzy tour
Vidéos prises depuis les gradins en face de la scène. Bonne qualité avec zooms
- Master of Puppets

The Stone, San Francisco, 19 mars 1983 - Cliff's second gig
Vidéo prise au niveau de la scène, en face de celle-ci. Bonne qualité avec zooms
- (Anesthesia) Pulling Teeth
- Whiplash

Allemagne, 14 septembre 1985 - Metal Hammer Fest headlining with Venom, Nazareth
Vidéo professionnelle
- The Four Horsemen
- Fade to Black
- Seek and Destroy

Danemark, 6 juillet 1986 - Roskilde Festival with Phil Collins, Eric Clapton, Elvis Costello and Big Country
Vidéo prise depuis le sol, avec zooms
- Welcome Home (Sanitarium)

Oakland, 31 août 1985 - Day on the Green
- Cliff Solo
- For Whom the Bell Tolls

Chicago, 12 août 1983 - Supporting Raven on the 'Kill Em All For One' tour
- No Remorse
- Metal Militia